# 카리다 모스케라
카리다 모스케라는 쿠바의 조각가이다. 아바나의 레닌공원 내 세리아 산체스 기념비(1985년 작), 오르긴의 체 게바라 기념비(1988년 작)으로 유명하다. 요시다 타로와의 인터뷰에서 소련에 대한 부정적인 언급으로 알려졌다.